# Braccio di Perseo

Schema della Via Lattea conosciuta; il Braccio di Perseo è indicato in verde acqua.

Il Braccio di Perseo è il braccio più grande conosciuto all'interno della Via Lattea.

## Caratteristiche
Si origina in direzione della costellazione del Sagittario, proseguendo in direzione del Regolo: in questo tratto più interno, è anche conosciuto col nome di "Braccio dei 3 Kiloparsec", in relazione alla sua distanza dal bulge galattico. Esce dal "cono d'ombra" del nucleo in direzione dell'Aquila, e si snoda tra il Braccio del Sagittario e quello del Cigno, proseguendo da qui fino alle costellazioni di Cigno, Perseo e Poppa. Il punto in cui questo braccio si avvicina di più al nostro Sole si trova in direzione di Perseo, da cui deriva quindi il nome proprio del braccio.

Il suo raggio è di circa 10.700 parsec, equivalente a quasi 35.000 anni-luce.

Secondo alcune teorie ancora da confermare, il Braccio di Orione, che include il nostro Sistema solare, sarebbe una ramificazione del Braccio di Perseo.

## Oggetti
Il Braccio di Perseo contiene un gran numero di oggetti celesti ben visibili dalla Terra, tra i quali molti furono pure osservati dal Messier.
- M1, la Nebulosa Granchio;
- M36, un ammasso aperto;
- M37, un ammasso aperto;
- M38, un ammasso aperto;
- M52, un ammasso aperto;
- M103, un ammasso aperto.